# Elbit Hermes 900
Elbit Systems Hermes 900 Kochav («Зірка»)   — ізраїльський середньорозмірний безпілотний літальний апарат (БПЛА) середньої висоти та тривалого перебування у повітрі, призначений для тактичних місій. Він є наступником серії дронів Elbit Hermes 450, одного з найбільш поширених військових безпілотників у світі.
Hermes 900 має тривалість польоту понад 30 годин і може летіти на максимальній висоті 30 000 футів (9 100 метрів). Його основною місією є розвідка, спостереження та передача комунікацій. Hermes 900 має розмах крил 15 метрів і вагу 970 кілограмів, з можливістю перевезення 300 кілограмів корисного навантаження.  Варіанти корисного навантаження включають в себе електрооптичні / інфрачервоні датчики, радар із синтетичною апертурою / індикацію рухомих цілей, засоби зв’язку та електронної розвідки, засоби електронної боротьби та гіперспектральні датчики. 

## Бойове застосування

### Ізраїль
Hermes 900 вперше був використаний Ізраїлем під час операції «Непорушна скеля» у липні 2014 року. Він проходив тестові польоти і не планувався для операційного впровадження до кінця 2015 року,  але його впровадження відбулося під час операції для виконання унікальних місій, які він міг виконувати краще, ніж Hermes 450 . Кілька днів після отримання наказу на впровадження БПЛА, один Кохав був готовий для "тимчасової діяльності". Перша оперативна місія Hermes 900 відбулася 15 липня 2014 року і була ланкою в ланцюгу операцій, які в кінцевому підсумку призвели до нападу військових літаків, що знищили інфраструктуру терористів.Під час цієї операції обслуговування літака виконувалося персоналом компанії Elbit, оскільки земельні команди Ізраїльських повітряних сил (IAF) ще не були кваліфіковані для проведення технічного обслуговування цього БПЛА, і місійні станції мали представників Elbit, які керували операторами під час бойових польотів. Після завершення операції, Hermes 900 повернувся до інтеграції та випробувань на льоту для досягнення завдань, які ще були не виконані.    Hermes 900 був офіційно введений в операційну лінійку Ізраїльських повітряних сил 11 листопада 2015 року.

### Азербайджан
Азербайджанські ЗМІ вперше згадали про закупівлю Hermes 900 у серпні 2017 року, повідомляючи про придбання до 15 одиниць. У травні 2018 року уряд Азербайджану підтвердив закупівлю, оприлюднивши фотографії ,на яких президент Азербайджану Ільхам Алієв оглядає одного з безпілотників. 
Під час вірмено-азербайджанських зіткнень у 2020 році речник міністерства оборони Вірменії Шушан Степанян повідомила, що вірменські сили збили азербайджанський безпілотник Hermes 900 і поділилися відеозаписом цього припущеного збиття в соціальних мережах.   З свого боку Азербайджанська сторона заперечила втрату своїх безпілотників. 

## Оператори

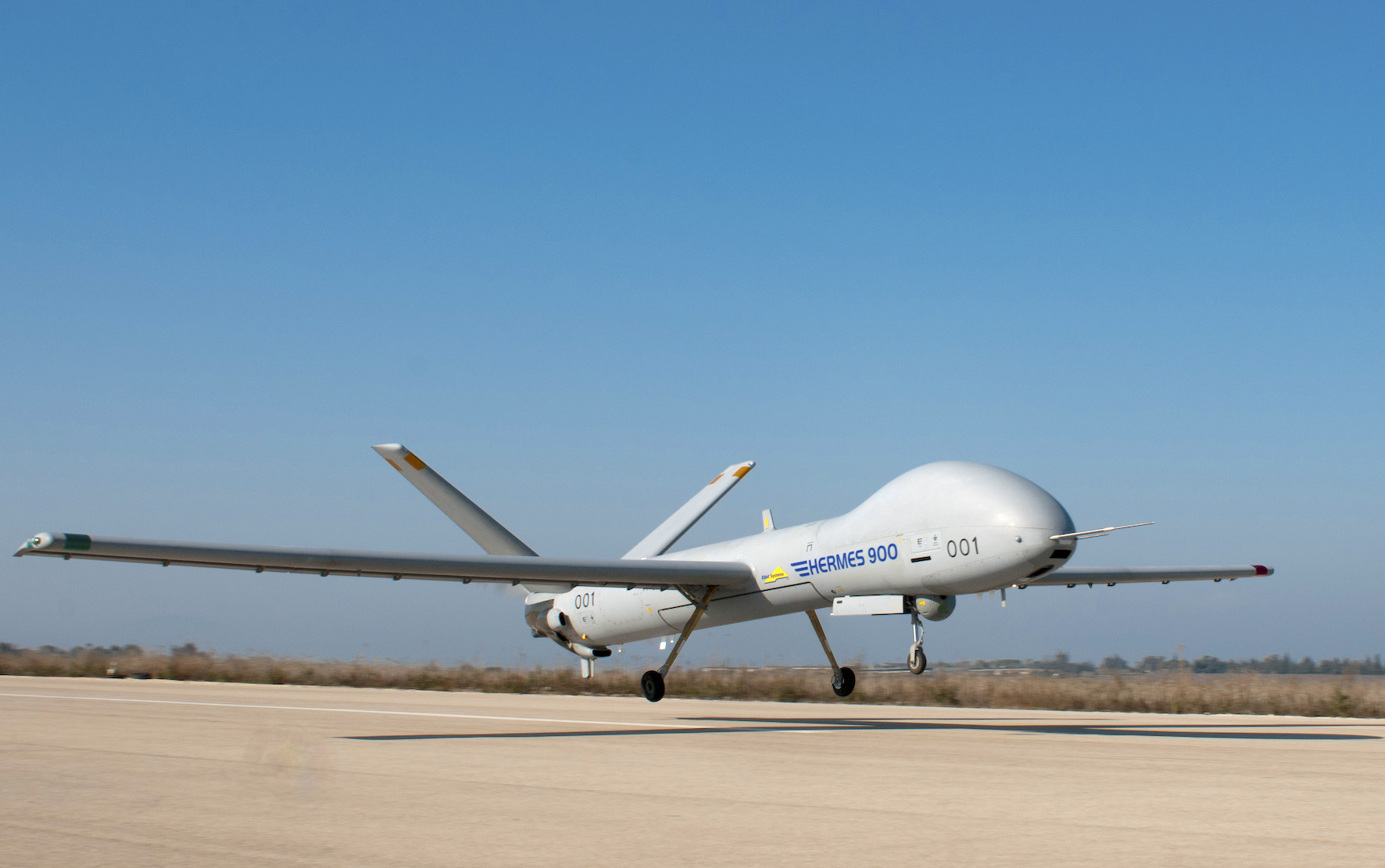
БПЛА Elbit Hermes 900

- Азербайджан

У 2017 році було доставлено два Hermes 900  У травні 2018 року президент Азербайджану відвідав військову базу для перевірки військового обладнання, і фотографії з цього візиту містили зображення одного з дронів Hermes 900. 
- Бразилія

Компанія Elbit Systems уклала контракт на поставку безпілотної авіаційної системи Hermes 900 Бразильським Повітряним силам.  У грудні 2021 року ВПС Бразилії придбали ще два безпілотних літальних апарати Hermes 900. 
- Канада

Уряд Канади оголосив про укладення контракту з компанією Elbit Systems на закупівлю одного БПЛА Hermes 900 наприкінці 2022 року для використання Транспортним відомством Канади для виявлення розливів нафти, екологічних досліджень та моніторингу Канадської Арктики. 
- Чилі

У липні 2011 року Elbit повідомила про першу експортну продажу свого безпілотного літального апарата (БПЛА) Hermes 900 до Військово-повітряних сил Чилі. Вибір Чилі був здійснений після оцінки двох класів БПЛА. На високому рівні були Elbit Hermes 900 та IAI Heron . На нижчому (тактичному) рівні були Elbit Hermes 450 і Aerostar від Aeronautics Defense Systems .  Три БПЛА Hermes 900 експлуатуються ВПС Чилі. У жовтні 2013 року ВМС Чилі розпочав оцінку можливості придбання БПЛА Hermes 900 для використання у морських патрульних завданнях. 
- Колумбія

У серпні 2012 року компанія Elbit виграла багатомільйонний контракт на постачання змішаного флоту безпілотних літальних апаратівКолумбійські Військово-космічні сили Hermes 900 і Hermes 450 до Колумбії.  У липні 2013 року Колумбійські Військово-космічні сили підтвердили, що у них є один замовлений БПЛА Hermes 900, який буде прийнятий в користування у найближчі місяці. 
- Європейський Союз

У вересні 2018 року португальська компанія Centro de Engenharia e Desenvolvimento уклала контракт з Європейським агентством з морської безпеки на надання послуг морського нагляду на великі відстані та тривалого перебування в повітрі, використовуючи БПЛА Hermes 900. 
- Ісландія

Ісландія використовує БПЛА Hermes 900 для моніторингу своєї виключної економічної зони . 
- Ізраїль

Військово-повітряні сили Ізраїлю обладнали свої безпілотні літальні апарати Elbit Systems Hermes 900 спеціальними корисними навантаженнями, деталі яких не були розголошені, і офіційно назвали цей тип «Kochav» (Зірка).  Перший операційний політ цього БПЛА відбувся під час операції «Захисний край» в Газі в липні 2014 року 
- Мексика

У січні 2012 року компанія Elbit оголосила про укладення контракту на суму 50 мільйонів доларів США на постачання двох систем Hermes 900 невідомому замовнику «в Америці»,   пізніше виявилося, що замовником була Федеральна поліція Мексики .  
- Філіппіни

У серпні 2020 року ВПС Філіппін отримали повну поставку трьох безпілотних літальних апаратів Hermes 900 і одного Hermes 450 ,як частину контракту на суму приблизно 175 мільйонів доларів.США. ожна система включає в себе три безпілотних літальних апарати, земельну систему керування та допоміжне обладнання.Крім того , компанія Elbit Systems також включила в угоду один вжитий БПЛА Hermes 450,отже загалом було отримано 9 БПЛА Hermes 900 і 4 БПЛА Hermes 450. 
- Швейцарія

У червні 2014 року агентство закупівель Швейцарії вибрало Hermes 900 для виконання національних вимог. Дизайн конкурував з IAI Heron для заміни БПЛА RUAG Ranger (ADS 95) в складі ВПС Швейцарії . Планувалось замінити 15 апаратів Ruag Ranger на шість Hermes 900 (ADS 15) до 2019 року.   Для відповіді швейцарським вимогам були необхідні значні зміни в конструкції дрону. Серед інших змін, було необхідно змінити крило і розмах крила, щоб переносити більш потужний двигун.  У серпні 2020 року стався крах дрона під час тестового польоту в Ізраїлі, причиною була конструктивна недолік, який був виправлений.  Очікується, що нові дрони почнуть свою роботу між 2022 і 2023 роками, система «Зрозумій і уникни»(Sense-and-Avoid) — не раніше 2024 року  Швейцарська модель цього дрону називається Hermes 900 StarLiner, також відома як Hermes 900 HFE (Heavy Fuel Engine) в швейцарській програмі. 

## Технічні характеристики
Загальні характеристики
- Екіпаж: 2 на землі

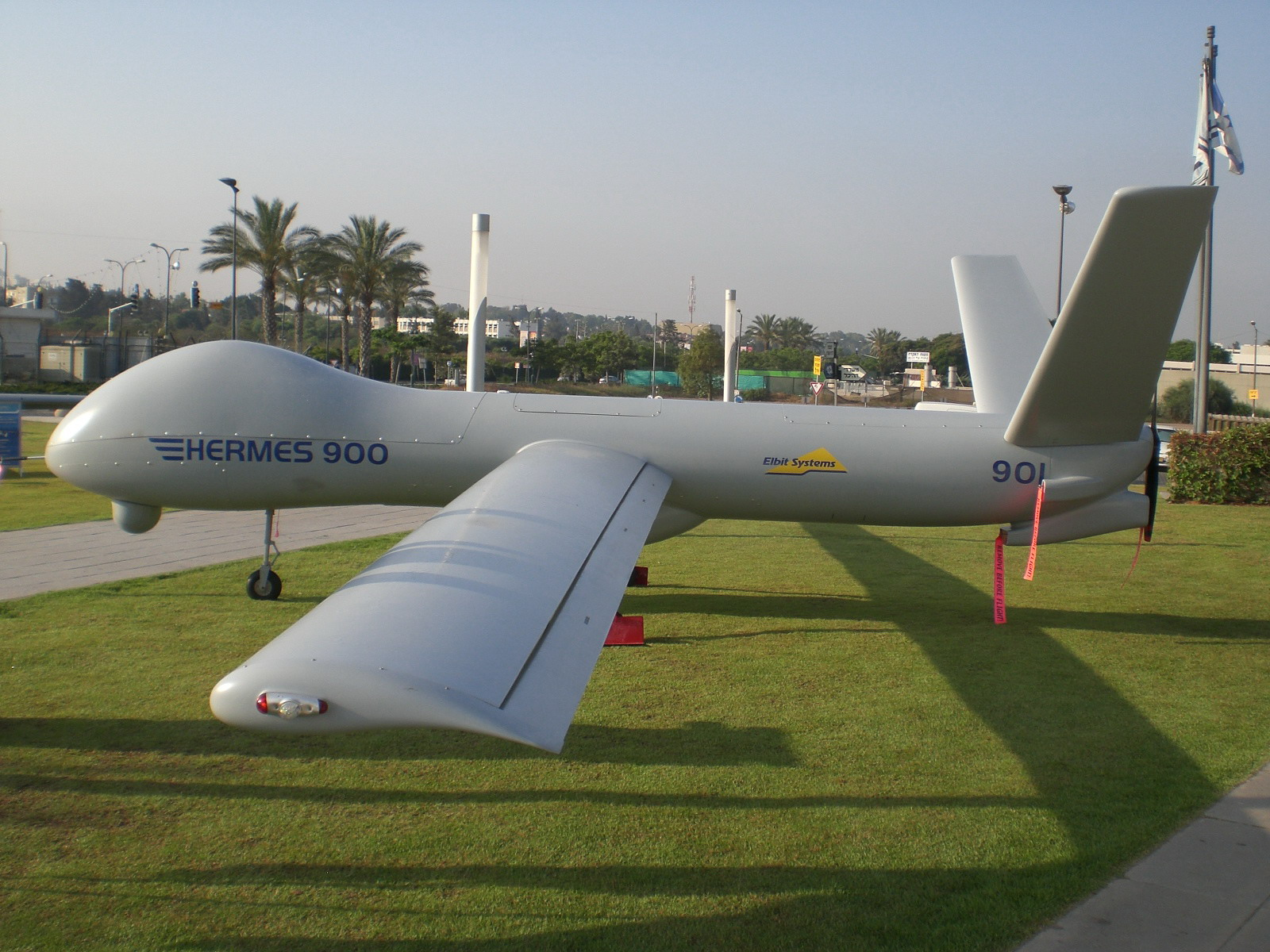
БПЛА Elbit Hermes 900

- Вантажопідйомність: 350 кг (770 фунтів)
- Довжина: 8.3 м (27 футів 3 дюйми)
- Розмах крил: 15 м (49 футів 3 дюйми)
- Загальна вага: 1,100 кг (2,425 фунтів)
- Дигун: 1 × Rotax 916, 160 кВт (210 к.с.)

Продуктивність
- Максимальна швидкість: 220 км/год (140 миль/год, 120 вузлів)
- Крейсерська швидкість: 112 км/год (70 миль/год, 60 вузлів)
- Час польоту: 36 годин
- Максимальна висота: 9,100 м (30,000 футів)

### Озброєння
- Спайк (ракета) [35]

## Зовнішні посилання
- Брошура Hermes 900
- Hermes 900, Elbit Systems
- Тактична система БПЛА Hermes 900 MALE, оборонне оновлення
- Hermes 900, Israeli-weapons.com